# Bryan Patterson (squash)
Pour les articles homonymes, voir Patterson.
Bryan Patterson, né le 26 janvier 1946, est un joueur de squash représentant l'Angleterre. Il atteint en janvier 1978 la 23e place mondiale sur le circuit international, son meilleur classement.
Il est champion d'Europe par équipes en 1973.

## Biographie
Il commence à jouer en 1957, à l'âge de 12 ans, quand il va à l'école de Barnard Castle, dans le comté de Durham, en Angleterre.
Il remporte en 1964 la Drysdale Cup (le championnat du monde non officiel des moins de 19 ans à l'époque).
Il devient professionnel en 1974 après avoir représenté l'Angleterre aux championnats du monde par équipes.
Après sa carrière de joueur, il devient entraîneur au Heights Casino pendant sept ans puis il déménage à Philadelphie pour créer la Chestnut Hill Academy.

## Palmarès

### Titres
- British Junior Open : 1964
- Championnats d'Europe par équipes : 1973

### Finales
- Championnats du monde par équipes : 1973